# 伊藤英夫
伊藤 英夫（いとう ひでお、1887年 - 1940年7月18日）は、日本の実業家。昭和産業の創業者。

## 人物・経歴
千葉県出身。1907年に早稲田実業学校を卒業し鈴鹿商店に入る。伊藤英夫商店の開業を経て1923年に日本加里工業株式会社、日本肥料株式会社、昭和製粉株式会社を設立し、1936年（昭和11年）に設立した昭和産業株式会社に先に設立していた3社を吸収合併した。